# Джихангір Акшит
Емін Джихангір Акшит (туркм. Emin Cihangir Akşit; нар. 16 липня 1953) — директор Агентства стандартизації НАТО (NSA). Акшит присвятив 40 років військовій службі, вийшовши на пенсію в 2008 році в чині генерал-майора. Він відомий запровадженням методів загального управління якістю та управління змінами, що модернізували турецькі збройні сили. Крім того, Акшит відомий в амплуа автора, він написав три історичних романи, а також статті для кількох військових журналів.

## Кар'єра

### Військова кар'єра
Акшит почав військову кар'єру в 1974 році після випуску з Турецької військової академії. Він займав ряд посад у турецькій школі піхоти Тузла Піяде Окулу в Тузлі. Прослуживши командиром взводу і командиром різних рот, батальйонів, полків і дивізій турецької армії, Акшит в 1984 році закінчив армійський військовий коледж в Стамбулі. Після цього він служив на різних посадах у штабі та піхоті. З 1991 по 1993 рік він служив в Командуванні ОЗС НАТО у Південній Європі (AFSOUTH) керівником проекту з комп'ютерних навчань (CAX). Він також працював в Міністерстві національної оборони Туреччини до 1994 року.
У 1994 році Акшит став начальником сектора з управління персоналом Генерального штабу Турецької Республіки (TGS) в Анкарі. Саме в цей час він запровадив філософію загального управління якістю (TQM), яка мала важливу роль у модернізації турецьких збройних сил. Акшит розробив TQM для відновлення персональних та оціночних систем, використовуваних турецькими збройними силами. Вона також була задіяна у реформуванні освітньої соціальної системи для сімей військовослужбовців, які жили на військових базах в Туреччині.
У 1997 році Акшит був призначений на два роки командиром штабу полку президентської гвардії і був відповідальним за безпеку в президентській резиденції. Перебуваючи на цій посаді, він застосував TQM і керування управлінням в своєму полку, а також написав дві книги, які згодом були поширені серед всіх підрозділів турецьких збройних сил. Він проводив багато семінарів та виступів в університетах з цієї теми, зокрема в Університеті Мармара, Університеті Хаджеттепе, Університеті Башкент, Університеті Коджаелі та в кількох великих організаціях, таких як Головне управління безпеки та Корпорація механічної і хімічної промисловості. У 1999 році Акшит був підвищений до бригадного генерала 14-ї механізованої піхотної бригади в Карсі на турецько-вірменському кордоні, де він також застосовував TQM на рівні бригади. У вересні 2001 року Акшит повернувся до НАТО керівником з питань планів і операцій (OPX) в Стратегічному командуванні ОЗС НАТО в Європі (SHAPE). У 2003 року турецький генштаб підвищив його у званні до генерал-майора і призначив начальником з бойової підготовки та навчань.
З 2003 по 2005 рік Акшит і його команда були відповідальні за впровадження стратегічних систем управління і планування в турецьких збройних силах. У цей час він організував Центр НАТО з передового досвіду захисту від тероризму, який він особисто презентував Військовому комітету НАТО і Північноатлантичній раді, а також започаткував перший курс НАТО з захисту від терористів-смертників. Крім того, Акшит керував навчальним центром турецького Партнерства заради миру. У 2005 році він став начальником з тренування та навчання. На цій посаді він ініціював створення академій в Тирані (Албанія) і Кабулі (Афганістан) та підписав угоду про підвищене військове співробітництво між Туреччиною та Албанією. У серпні 2005 року Акшит взяв на себе командування 15-ю піхотною дивізією. З 2005 по 2007 рік він командував піхотою, де застосовував стратегічне планування і TQM на рівні дивізії. Пізніше він був призначений заступником генерального інспектора командування турецьких сухопутних військ. У період з 2007 по 2008 рік він працював в штабі командування сухопутних військ з задачею забезпечити оперативний зворотний зв'язок, йому підпорядковувались п'ятдесят обраних полковників і він керував навчаннями сорока бригад, полків, батальйонів і підрозділів (у тому числі турецьких військ на базах в Боснії і Лівані).

### Подальша кар'єра
Акшит вийшов у відставку в чині генерал-майора у вересні 2008 року, здобувши за сорокарічну військову кар'єру сімнадцять відзнак. Зокрема він мав відзнаки за бойові дії, гідне командування підрозділом, стрільбу, тренування, визначну гідну діяльність і успіх операцій. Після виходу на пенсію він був призначений радником з оборони президента Абдулли Гюля, а також експертом-радником постійного представництва Туреччини при НАТО в Брюсселі.
1 липня 2010 року він був обраний членами НАТО директором Агентства стандартизації НАТО (NSA), де він фокусується на реформі агентства. У березні 2013 року Акшит і український генерал-майор Віктор Назаров підписали «дорожню карту» співпраці між збройними силами України та NSA. Документ був названий важливим з точки зору доведення українських збройних сил до стандартів НАТО та отримання підтримки зі стандартизації від NSA. Також у березні 2013-го Акшит підписав угоду з директором Німецького інституту зі стандартизації (DIN) Торстеном Баке про технічне співробітництво між NSA та DIN.
У 2008 році Акшит почав письменницьку кар'єру. Його перший роман, Sarı Sessizlik, над яким він працював з 1981 року, було опубліковано в 2009 році. Того ж року він опублікував свій другий роман, Cigiltepe, заснований на житті турецького офіцера Решата Чийілтепе. Останній роман, Savruluş, був опублікований в 2011 році. Акшит також написав кілька статей для військових журналів. У 2012 році він здобув докторський ступінь у галузі стратегічного планування та стратегії національної безпеки від Інституту стратегічних досліджень (SAREN) в Стамбулі.

## Особисте життя
Акшит має дружину Ясемін, у них двоє дітей. Серед його хобі: шахи, верхова їзда, катання на лижах та живопис. Як художник Акшит з 1970-х років брав участь у кількох виставках живопису. У нього було три виставки власних робіт: дві в Туреччині (1975 року в Стамбулі і 2001-го в Карсі) і одна в Бельгії (2003-го в Монсі).